# Ленцевич, Дмитрий Вольдемарович
Дми́трий Вальдома́рович Ленце́вич (бел. Дзмітрый Вальдамаравіч Лянцэвіч; род. 20 июня 1983, Ли́да, Гродненская область) — белорусский футболист, выступавший на позиции защитника. Футбольный тренер. Младший брат вратаря Александра Ленцевича.

## Карьера
Воспитанник лидского футбола (первый тренер — Иван Иванович Дуботовка). Первым профессиональным клубом Дмитрия Ленцевича было минское «Динамо». В 2014 году — игрок ФК «Минск».

## Тренерская карьера
В апреле 2020 года вошёл в тренерский штаб минского «Динамо» в роли ассистента главного тренера. В феврале 2021 года покинул минское «Динамо», расторгнув контракт по соглашению сторон. В январе 2022 года Ленцевич вернулся в клуб, в котором возглавил дублирующий состав. В 2024 году возглавил «Динамо-2» в лице дублирующего состава, вместе с которым отправился выступать в Первую лигу. В начале 2025 года оставил работу с резервистами.
13 августа 2025 года вошел в обновленный тренерский штаб минского «Динамо», став помощником исполняющего обязанности главного тренера Александра Павлова. Тот принял команду у расставшегося с «Динамо» Вадима Скрипченко.

## Достижения
- Обладатель Кубка Беларуси: 2003
- Бронзовый призёр чемпионата Беларуси: 2003
- Чемпион Беларуси: 2004
- Серебряный призёр чемпионата Беларуси: 2005